# Scottish Open 1958
Die Scottish Open 1958 waren die 39. Austragung dieser internationalen Meisterschaften von Schottland im Badminton. Sie fanden Anfang des Jahres in Edinburgh statt.

## Finalresultate
| Disziplin    | Sieger                     | Finalist                       | Ergebnis         |
| ------------ | -------------------------- | ------------------------------ | ---------------- |
| Herreneinzel | Oon Chong Jin              | Tony Jordan                    | 15–7, 15–5       |
| Dameneinzel  | Heather Ward               | Iris Rogers                    | 6–11, 11–3, 11–4 |
| Herrendoppel | Hugh Findlay Oon Chong Jin | John D. McColl Peter Waddell   | 15–6, 15–12      |
| Damendoppel  | Iris Rogers June Timperley | Heather Ward Barbara Carpenter | 15–13, 15–7      |
| Mixed        | John Best Iris Rogers      | Tony Jordan June Timperley     | 15–9, 15–8       |